# Lista över fornlämningar i Sigtuna kommun (Skepptuna)
Lista över fornlämningar i Sigtuna kommun (Skepptuna) är en förteckning av ett urval av de fornlämningar som finns i Skepptuna i Sigtuna kommun.
| Namn                       | Lämningstyp                 | Tillkomsttid | Historisk indelning | Plats           | Läge                 | ID-nr          | Bild                                      |
| -------------------------- | --------------------------- | ------------ | ------------------- | --------------- | -------------------- | -------------- | ----------------------------------------- |
| U 358 (Skepptuna 1:1)      | Runristning                 |              | Skepptuna, Uppland  | Skepptuna kyrka | 59.709132, 18.092748 | 10008300010001 | Ladda upp en till bild av detta fornminne |
| U 359 (Skepptuna 2:1)      | Runristning                 |              | Skepptuna, Uppland  | Skepptuna kyrka | 59.708951, 18.093068 | 10008300020001 | Ladda upp en till bild av detta fornminne |
| U 367 (Skepptuna 2:2)      | Runristning                 |              | Skepptuna, Uppland  | Skepptuna kyrka | 59.708956, 18.093050 | 10008300020002 | Ladda upp en till bild av detta fornminne |
| Skepptuna 2:3              | Runristning                 |              | Skepptuna, Uppland  |                 | 59.708960, 18.093057 | 10008300020003 | Ladda upp en bild av detta fornminne      |
| Skepptuna 3:1              | Runristning                 |              | Skepptuna, Uppland  |                 | 59.708805, 18.093691 | 10008300030001 | Ladda upp en bild av detta fornminne      |
| Skepptuna 4:1              | Gravfält                    |              | Skepptuna, Uppland  |                 | 59.713894, 18.079005 | 10008300040001 | Ladda upp en bild av detta fornminne      |
| Kullen (Skepptuna 5:1)     | Gravfält                    |              | Skepptuna, Uppland  |                 | 59.707919, 18.102727 | 10008300050001 | Ladda upp en bild av detta fornminne      |
| Skepptuna 6:1              | Runristning                 |              | Skepptuna, Uppland  |                 | 59.687472, 18.040623 | 10008300060001 | Ladda upp en bild av detta fornminne      |
| Skepptuna 10:1             | Gravfält                    |              | Skepptuna, Uppland  |                 | 59.704037, 18.111580 | 10008300100001 | Ladda upp en bild av detta fornminne      |
| Skepptuna 11:1             | Hög                         |              | Skepptuna, Uppland  |                 | 59.703696, 18.113085 | 10008300110001 | Ladda upp en bild av detta fornminne      |
| Skepptuna 13:1             | Gravfält                    |              | Skepptuna, Uppland  |                 | 59.703774, 18.117964 | 10008300130001 | Ladda upp en bild av detta fornminne      |
| Skepptuna 15:1             | Grav markerad av sten/block |              | Skepptuna, Uppland  |                 | 59.706444, 18.121845 | 10008300150001 | Ladda upp en bild av detta fornminne      |
| Skepptuna 18:1             | Gravfält                    |              | Skepptuna, Uppland  |                 | 59.704442, 18.121301 | 10008300180001 | Ladda upp en bild av detta fornminne      |
| Skepptuna 20:1             | Gravfält                    |              | Skepptuna, Uppland  |                 | 59.712625, 18.125982 | 10008300200001 | Ladda upp en bild av detta fornminne      |
| Skepptuna 22:1             | Hög                         |              | Skepptuna, Uppland  |                 | 59.701614, 18.127904 | 10008300220001 | Ladda upp en bild av detta fornminne      |
| Skepptuna 22:2             | Hög                         |              | Skepptuna, Uppland  |                 | 59.701507, 18.127862 | 10008300220002 | Ladda upp en bild av detta fornminne      |
| Skepptuna 22:3             | Hög                         |              | Skepptuna, Uppland  |                 | 59.701542, 18.128468 | 10008300220003 | Ladda upp en bild av detta fornminne      |
| Skepptuna 22:4             | Stensättning                |              | Skepptuna, Uppland  |                 | 59.701559, 18.128025 | 10008300220004 | Ladda upp en bild av detta fornminne      |
| Skepptuna 23:1             | Stensättning                |              | Skepptuna, Uppland  |                 | 59.692032, 18.117356 | 10008300230001 | Ladda upp en bild av detta fornminne      |
| Skepptuna 23:2             | Stensättning                |              | Skepptuna, Uppland  |                 | 59.691924, 18.117385 | 10008300230002 | Ladda upp en bild av detta fornminne      |
| Skepptuna 25:1             | Gravfält                    |              | Skepptuna, Uppland  |                 | 59.691486, 18.126915 | 10008300250001 | Ladda upp en bild av detta fornminne      |
| Skepptuna 26:1             | Gravfält                    |              | Skepptuna, Uppland  |                 | 59.687478, 18.126892 | 10008300260001 | Ladda upp en bild av detta fornminne      |
| Skepptuna 28:1             | Gravfält                    |              | Skepptuna, Uppland  |                 | 59.686371, 18.129538 | 10008300280001 | Ladda upp en bild av detta fornminne      |
| Skepptuna 29:1             | Gravfält                    |              | Skepptuna, Uppland  |                 | 59.687033, 18.129212 | 10008300290001 | Ladda upp en bild av detta fornminne      |
| U 360 (Skepptuna 30:1)     | Runristning                 |              | Skepptuna, Uppland  |                 | 59.695796, 18.116720 | 10008300300001 | Ladda upp en till bild av detta fornminne |
| Skepptuna 31:1             | Gravfält                    |              | Skepptuna, Uppland  |                 | 59.686841, 18.130675 | 10008300310001 | Ladda upp en bild av detta fornminne      |
| Skepptuna 35:1             | Gravfält                    |              | Skepptuna, Uppland  |                 | 59.685290, 18.130445 | 10008300350001 | Ladda upp en bild av detta fornminne      |
| Skepptuna 39:1             | Stensättning                |              | Skepptuna, Uppland  |                 | 59.683198, 18.145874 | 10008300390001 | Ladda upp en bild av detta fornminne      |
| Skepptuna 41:1             | Stensättning                |              | Skepptuna, Uppland  |                 | 59.685596, 18.108017 | 10008300410001 | Ladda upp en bild av detta fornminne      |
| Skepptuna 42:1             | Gravfält                    |              | Skepptuna, Uppland  |                 | 59.687825, 18.104965 | 10008300420001 | Ladda upp en bild av detta fornminne      |
| Skepptuna 44:1             | Stensättning                |              | Skepptuna, Uppland  |                 | 59.710070, 18.118222 | 10008300440001 | Ladda upp en bild av detta fornminne      |
| Skepptuna 45:1             | Gravfält                    |              | Skepptuna, Uppland  |                 | 59.710702, 18.119217 | 10008300450001 | Ladda upp en bild av detta fornminne      |
| Skepptuna 46:1             | Gravfält                    |              | Skepptuna, Uppland  |                 | 59.682332, 18.089401 | 10008300460001 | Ladda upp en bild av detta fornminne      |
| Skepptuna 51:1             | Hög                         |              | Skepptuna, Uppland  |                 | 59.716043, 18.130747 | 10008300510001 | Ladda upp en bild av detta fornminne      |
| Skepptuna 52:1             | Gravfält                    |              | Skepptuna, Uppland  |                 | 59.714783, 18.129034 | 10008300520001 | Ladda upp en bild av detta fornminne      |
| Skepptuna 55:1             | Stensättning                |              | Skepptuna, Uppland  |                 | 59.684452, 18.121927 | 10008300550001 | Ladda upp en bild av detta fornminne      |
| Skepptuna 57:1             | Gravfält                    |              | Skepptuna, Uppland  |                 | 59.709513, 18.107666 | 10008300570001 | Ladda upp en bild av detta fornminne      |
| Skepptuna 59:1             | Gravfält                    |              | Skepptuna, Uppland  |                 | 59.713885, 18.101035 | 10008300590001 | Ladda upp en bild av detta fornminne      |
| Skepptuna 60:1             | Gravfält                    |              | Skepptuna, Uppland  |                 | 59.697594, 18.067821 | 10008300600001 | Ladda upp en bild av detta fornminne      |
| Skepptuna 61:1             | Gravfält                    |              | Skepptuna, Uppland  |                 | 59.696784, 18.057604 | 10008300610001 | Ladda upp en bild av detta fornminne      |
| Skepptuna 63:1             | Stensättning                |              | Skepptuna, Uppland  |                 | 59.695499, 18.057403 | 10008300630001 | Ladda upp en bild av detta fornminne      |
| Skepptuna 64:1             | Stensättning                |              | Skepptuna, Uppland  |                 | 59.695009, 18.061151 | 10008300640001 | Ladda upp en bild av detta fornminne      |
| Skepptuna 65:3             | Stensättning                |              | Skepptuna, Uppland  |                 | 59.695009, 18.062942 | 10008300650003 | Ladda upp en bild av detta fornminne      |
| Skepptuna 65:4             | Stensättning                |              | Skepptuna, Uppland  |                 | 59.695074, 18.062758 | 10008300650004 | Ladda upp en bild av detta fornminne      |
| Skepptuna 65:5             | Stensättning                |              | Skepptuna, Uppland  |                 | 59.695204, 18.062583 | 10008300650005 | Ladda upp en bild av detta fornminne      |
| Skepptuna 67:1             | Gravfält                    |              | Skepptuna, Uppland  |                 | 59.688747, 18.063650 | 10008300670001 | Ladda upp en bild av detta fornminne      |
| Skepptuna 68:1             | Stensättning                |              | Skepptuna, Uppland  |                 | 59.687337, 18.064095 | 10008300680001 | Ladda upp en bild av detta fornminne      |
| Skepptuna 72:1             | Gravfält                    |              | Skepptuna, Uppland  |                 | 59.706160, 18.075879 | 10008300720001 | Ladda upp en bild av detta fornminne      |
| Skepptuna 74:1             | Hög                         |              | Skepptuna, Uppland  |                 | 59.716240, 18.084313 | 10008300740001 | Ladda upp en bild av detta fornminne      |
| Skepptuna 74:2             | Hög                         |              | Skepptuna, Uppland  |                 | 59.716317, 18.083890 | 10008300740002 | Ladda upp en bild av detta fornminne      |
| Skepptuna 76:1             | Gravfält                    |              | Skepptuna, Uppland  |                 | 59.712538, 18.090022 | 10008300760001 | Ladda upp en bild av detta fornminne      |
| Skepptuna 79:1             | Stensättning                |              | Skepptuna, Uppland  |                 | 59.703197, 18.083967 | 10008300790001 | Ladda upp en bild av detta fornminne      |
| Skepptuna 79:2             | Stensättning                |              | Skepptuna, Uppland  |                 | 59.703335, 18.083824 | 10008300790002 | Ladda upp en bild av detta fornminne      |
| Skepptuna 80:1             | Gravfält                    |              | Skepptuna, Uppland  |                 | 59.719790, 18.074615 | 10008300800001 | Ladda upp en bild av detta fornminne      |
| Skepptuna 81:1             | Stensättning                |              | Skepptuna, Uppland  |                 | 59.717723, 18.083700 | 10008300810001 | Ladda upp en bild av detta fornminne      |
| Skepptuna 81:2             | Stensättning                |              | Skepptuna, Uppland  |                 | 59.717560, 18.083677 | 10008300810002 | Ladda upp en bild av detta fornminne      |
| Skepptuna 82:1             | Gravfält                    |              | Skepptuna, Uppland  |                 | 59.688143, 18.101243 | 10008300820001 | Ladda upp en bild av detta fornminne      |
| Skepptuna 83:1             | Gravfält                    |              | Skepptuna, Uppland  |                 | 59.689712, 18.102258 | 10008300830001 | Ladda upp en bild av detta fornminne      |
| Skepptuna 86:1             | Gravfält                    |              | Skepptuna, Uppland  |                 | 59.692718, 18.093212 | 10008300860001 | Ladda upp en bild av detta fornminne      |
| Skepptuna 88:1             | Stensättning                |              | Skepptuna, Uppland  |                 | 59.689561, 18.097859 | 10008300880001 | Ladda upp en bild av detta fornminne      |
| Skepptuna 89:1             | Gravfält                    |              | Skepptuna, Uppland  |                 | 59.689882, 18.092868 | 10008300890001 | Ladda upp en bild av detta fornminne      |
| Skepptuna 90:1             | Gravfält                    |              | Skepptuna, Uppland  |                 | 59.683368, 18.087646 | 10008300900001 | Ladda upp en bild av detta fornminne      |
| Skepptuna 92:1             | Gravfält                    |              | Skepptuna, Uppland  |                 | 59.683686, 18.082585 | 10008300920001 | Ladda upp en bild av detta fornminne      |
| Skepptuna 95:1             | Gravfält                    |              | Skepptuna, Uppland  |                 | 59.694331, 18.106927 | 10008300950001 | Ladda upp en bild av detta fornminne      |
| Skepptuna 98:1             | Stensättning                |              | Skepptuna, Uppland  |                 | 59.726997, 18.064602 | 10008300980001 | Ladda upp en bild av detta fornminne      |
| Skepptuna 100:1            | Runristning                 |              | Skepptuna, Uppland  |                 | 59.687458, 18.023267 | 10008301000001 | Ladda upp en till bild av detta fornminne |
| Skepptuna 101:1            | Gravfält                    |              | Skepptuna, Uppland  |                 | 59.685581, 18.018289 | 10008301010001 | Ladda upp en bild av detta fornminne      |
| Skepptuna 102:1            | Stensättning                |              | Skepptuna, Uppland  |                 | 59.688771, 18.018638 | 10008301020001 | Ladda upp en bild av detta fornminne      |
| Skepptuna 102:2            | Stensättning                |              | Skepptuna, Uppland  |                 | 59.688664, 18.018707 | 10008301020002 | Ladda upp en bild av detta fornminne      |
| Skepptuna 103:1            | Stensättning                |              | Skepptuna, Uppland  |                 | 59.692737, 18.014581 | 10008301030001 | Ladda upp en bild av detta fornminne      |
| Skepptuna 109:1            | Gravfält                    |              | Skepptuna, Uppland  |                 | 59.700115, 18.023632 | 10008301090001 | Ladda upp en bild av detta fornminne      |
| Backarna (Skepptuna 112:1) | Gravfält                    |              | Skepptuna, Uppland  |                 | 59.689008, 18.044299 | 10008301120001 | Ladda upp en bild av detta fornminne      |
| Skepptuna 114:1            | Stensättning                |              | Skepptuna, Uppland  |                 | 59.687898, 18.019949 | 10008301140001 | Ladda upp en bild av detta fornminne      |
| Skepptuna 114:2            | Stensättning                |              | Skepptuna, Uppland  |                 | 59.687801, 18.019820 | 10008301140002 | Ladda upp en bild av detta fornminne      |
| Skepptuna 114:3            | Stensättning                |              | Skepptuna, Uppland  |                 | 59.687794, 18.020026 | 10008301140003 | Ladda upp en bild av detta fornminne      |
| Skepptuna 117:1            | Gravfält                    |              | Skepptuna, Uppland  |                 | 59.698467, 18.034912 | 10008301170001 | Ladda upp en bild av detta fornminne      |
| Skepptuna 120:1            | Stensättning                |              | Skepptuna, Uppland  |                 | 59.699487, 18.027147 | 10008301200001 | Ladda upp en bild av detta fornminne      |
| Skepptuna 120:2            | Stensättning                |              | Skepptuna, Uppland  |                 | 59.699380, 18.026893 | 10008301200002 | Ladda upp en bild av detta fornminne      |
| Skepptuna 121:1            | Stensättning                |              | Skepptuna, Uppland  |                 | 59.693147, 18.027721 | 10008301210001 | Ladda upp en bild av detta fornminne      |
| Skepptuna 121:2            | Grav markerad av sten/block |              | Skepptuna, Uppland  |                 | 59.693028, 18.027721 | 10008301210002 | Ladda upp en bild av detta fornminne      |
| Skepptuna 123:1            | Hög                         |              | Skepptuna, Uppland  |                 | 59.685640, 18.037697 | 10008301230001 | Ladda upp en bild av detta fornminne      |
| Skepptuna 124:1            | Hög                         |              | Skepptuna, Uppland  |                 | 59.686454, 18.041884 | 10008301240001 | Ladda upp en bild av detta fornminne      |
| Skepptuna 124:2            | Stensättning                |              | Skepptuna, Uppland  |                 | 59.686334, 18.041953 | 10008301240002 | Ladda upp en bild av detta fornminne      |
| Skepptuna 124:3            | Stensättning                |              | Skepptuna, Uppland  |                 | 59.686500, 18.040715 | 10008301240003 | Ladda upp en bild av detta fornminne      |
| Skepptuna 125:1            | Stensättning                |              | Skepptuna, Uppland  |                 | 59.687023, 18.041976 | 10008301250001 | Ladda upp en bild av detta fornminne      |
| Skepptuna 128:1            | Hög                         |              | Skepptuna, Uppland  |                 | 59.720034, 18.052343 | 10008301280001 | Ladda upp en bild av detta fornminne      |
| Skepptuna 130:1            | Runristning                 |              | Skepptuna, Uppland  |                 | 59.720608, 18.058213 | 10008301300001 | Ladda upp en bild av detta fornminne      |
| Skepptuna 136:1            | Gravfält                    |              | Skepptuna, Uppland  |                 | 59.686328, 18.029893 | 10008301360001 | Ladda upp en bild av detta fornminne      |
| Skepptuna 137:1            | Gravfält                    |              | Skepptuna, Uppland  |                 | 59.688882, 18.024853 | 10008301370001 | Ladda upp en bild av detta fornminne      |
| Skepptuna 138:1            | Stensättning                |              | Skepptuna, Uppland  |                 | 59.711899, 18.051044 | 10008301380001 | Ladda upp en bild av detta fornminne      |
| Skepptuna 139:1            | Gravfält                    |              | Skepptuna, Uppland  |                 | 59.723130, 18.068763 | 10008301390001 | Ladda upp en bild av detta fornminne      |
| Skepptuna 143:1            | Stensättning                |              | Skepptuna, Uppland  |                 | 59.679394, 18.093560 | 10008301430001 | Ladda upp en bild av detta fornminne      |
| Skepptuna 145:1            | Gravfält                    |              | Skepptuna, Uppland  |                 | 59.678076, 18.106771 | 10008301450001 | Ladda upp en bild av detta fornminne      |
| Skepptuna 148:1            | Gravfält                    |              | Skepptuna, Uppland  |                 | 59.674053, 18.110845 | 10008301480001 | Ladda upp en bild av detta fornminne      |
| Skepptuna 149:1            | Stensättning                |              | Skepptuna, Uppland  |                 | 59.673100, 18.110895 | 10008301490001 | Ladda upp en bild av detta fornminne      |
| Skepptuna 152:1            | Gravfält                    |              | Skepptuna, Uppland  |                 | 59.673363, 18.114284 | 10008301520001 | Ladda upp en bild av detta fornminne      |
| Skepptuna 155:1            | Stensättning                |              | Skepptuna, Uppland  |                 | 59.674429, 18.120800 | 10008301550001 | Ladda upp en bild av detta fornminne      |
| Skepptuna 158:1            | Stensättning                |              | Skepptuna, Uppland  |                 | 59.688716, 18.037131 | 10008301580001 | Ladda upp en bild av detta fornminne      |
| Skepptuna 159:1            | Gravfält                    |              | Skepptuna, Uppland  |                 | 59.688806, 18.031827 | 10008301590001 | Ladda upp en bild av detta fornminne      |
| Skepptuna 160:1            | Gravfält                    |              | Skepptuna, Uppland  |                 | 59.694606, 18.025995 | 10008301600001 | Ladda upp en bild av detta fornminne      |
| Skepptuna 162:1            | Hög                         |              | Skepptuna, Uppland  |                 | 59.687941, 18.025136 | 10008301620001 | Ladda upp en bild av detta fornminne      |
| Skepptuna 163:1            | Gravfält                    |              | Skepptuna, Uppland  |                 | 59.690443, 18.024879 | 10008301630001 | Ladda upp en bild av detta fornminne      |
| Skepptuna 164:1            | Gravfält                    |              | Skepptuna, Uppland  |                 | 59.689704, 18.020773 | 10008301640001 | Ladda upp en bild av detta fornminne      |
| Skepptuna 165:1            | Stensättning                |              | Skepptuna, Uppland  |                 | 59.687423, 18.017684 | 10008301650001 | Ladda upp en bild av detta fornminne      |
| Skepptuna 166:1            | Stensättning                |              | Skepptuna, Uppland  |                 | 59.690948, 18.035529 | 10008301660001 | Ladda upp en bild av detta fornminne      |
| Skepptuna 166:2            | Stensättning                |              | Skepptuna, Uppland  |                 | 59.690749, 18.035671 | 10008301660002 | Ladda upp en bild av detta fornminne      |
| Skepptuna 167:1            | Stensättning                |              | Skepptuna, Uppland  |                 | 59.691709, 18.034271 | 10008301670001 | Ladda upp en bild av detta fornminne      |
| Skepptuna 167:2            | Stensättning                |              | Skepptuna, Uppland  |                 | 59.691306, 18.034043 | 10008301670002 | Ladda upp en bild av detta fornminne      |
| Skepptuna 168:1            | Gravfält                    |              | Skepptuna, Uppland  |                 | 59.690155, 18.034444 | 10008301680001 | Ladda upp en bild av detta fornminne      |
| Skepptuna 169:1            | Stensättning                |              | Skepptuna, Uppland  |                 | 59.692882, 18.034056 | 10008301690001 | Ladda upp en bild av detta fornminne      |
| Skepptuna 169:2            | Stensättning                |              | Skepptuna, Uppland  |                 | 59.692535, 18.033976 | 10008301690002 | Ladda upp en bild av detta fornminne      |
| Skepptuna 171:1            | Stensättning                |              | Skepptuna, Uppland  |                 | 59.697441, 18.043014 | 10008301710001 | Ladda upp en bild av detta fornminne      |
| Skepptuna 172:1            | Gravfält                    |              | Skepptuna, Uppland  |                 | 59.697417, 18.041898 | 10008301720001 | Ladda upp en bild av detta fornminne      |
| Skepptuna 173:1            | Gravfält                    |              | Skepptuna, Uppland  |                 | 59.696363, 18.033921 | 10008301730001 | Ladda upp en bild av detta fornminne      |
| Skepptuna 174:1            | Gravfält                    |              | Skepptuna, Uppland  |                 | 59.695829, 18.046945 | 10008301740001 | Ladda upp en bild av detta fornminne      |
| Skepptuna 176:1            | Gravfält                    |              | Skepptuna, Uppland  |                 | 59.701049, 18.045855 | 10008301760001 | Ladda upp en bild av detta fornminne      |
| Skepptuna 179:1            | Gravfält                    |              | Skepptuna, Uppland  |                 | 59.718092, 18.064736 | 10008301790001 | Ladda upp en bild av detta fornminne      |
| Skepptuna 180:1            | Hög                         |              | Skepptuna, Uppland  |                 | 59.719814, 18.066563 | 10008301800001 | Ladda upp en bild av detta fornminne      |
| Skepptuna 181:1            | Hög                         |              | Skepptuna, Uppland  |                 | 59.721477, 18.058347 | 10008301810001 | Ladda upp en bild av detta fornminne      |
| Skepptuna 181:2            | Hög                         |              | Skepptuna, Uppland  |                 | 59.721407, 18.058625 | 10008301810002 | Ladda upp en bild av detta fornminne      |
| Skepptuna 182:1            | Hög                         |              | Skepptuna, Uppland  |                 | 59.721503, 18.057101 | 10008301820001 | Ladda upp en bild av detta fornminne      |
| Skepptuna 183:1            | Gravfält                    |              | Skepptuna, Uppland  |                 | 59.721654, 18.050145 | 10008301830001 | Ladda upp en bild av detta fornminne      |
| Skepptuna 185:1            | Gravfält                    |              | Skepptuna, Uppland  |                 | 59.720128, 18.057273 | 10008301850001 | Ladda upp en bild av detta fornminne      |
| Skepptuna 186:1            | Gravfält                    |              | Skepptuna, Uppland  |                 | 59.722113, 18.037259 | 10008301860001 | Ladda upp en bild av detta fornminne      |
| Skepptuna 187:1            | Hög                         |              | Skepptuna, Uppland  |                 | 59.722046, 18.035973 | 10008301870001 | Ladda upp en bild av detta fornminne      |
| Skepptuna 187:3            | Stensättning                |              | Skepptuna, Uppland  |                 | 59.721805, 18.035841 | 10008301870003 | Ladda upp en bild av detta fornminne      |
| Skepptuna 188:1            | Gravfält                    |              | Skepptuna, Uppland  |                 | 59.713791, 18.051205 | 10008301880001 | Ladda upp en bild av detta fornminne      |
| Skepptuna 189:1            | Stensättning                |              | Skepptuna, Uppland  |                 | 59.713304, 18.051080 | 10008301890001 | Ladda upp en bild av detta fornminne      |
| Skepptuna 191:1            | Stensättning                |              | Skepptuna, Uppland  |                 | 59.714282, 18.043985 | 10008301910001 | Ladda upp en bild av detta fornminne      |
| Skepptuna 191:2            | Stensättning                |              | Skepptuna, Uppland  |                 | 59.714309, 18.044274 | 10008301910002 | Ladda upp en bild av detta fornminne      |
| Skepptuna 191:3            | Stensättning                |              | Skepptuna, Uppland  |                 | 59.714295, 18.044519 | 10008301910003 | Ladda upp en bild av detta fornminne      |
| Skepptuna 194:1            | Hög                         |              | Skepptuna, Uppland  |                 | 59.720649, 18.027728 | 10008301940001 | Ladda upp en bild av detta fornminne      |
| Skepptuna 195:1            | Gravfält                    |              | Skepptuna, Uppland  |                 | 59.710908, 18.092750 | 10008301950001 | Ladda upp en bild av detta fornminne      |
| Skepptuna 196:1            | Stensättning                |              | Skepptuna, Uppland  |                 | 59.699419, 18.022911 | 10008301960001 | Ladda upp en bild av detta fornminne      |
| Skepptuna 205:2            | Stensättning                |              | Skepptuna, Uppland  |                 | 59.718941, 18.082672 | 10008302050002 | Ladda upp en bild av detta fornminne      |
| Skepptuna 207:1            | Gravfält                    |              | Skepptuna, Uppland  |                 | 59.710612, 18.088904 | 10008302070001 | Ladda upp en bild av detta fornminne      |
| Skepptuna 214:1            | Stensättning                |              | Skepptuna, Uppland  |                 | 59.739606, 18.067606 | 10008302140001 | Ladda upp en bild av detta fornminne      |
| Skepptuna 216:1            | Stensättning                |              | Skepptuna, Uppland  |                 | 59.740505, 18.070723 | 10008302160001 | Ladda upp en bild av detta fornminne      |
| Skepptuna 216:2            | Stensättning                |              | Skepptuna, Uppland  |                 | 59.740398, 18.071117 | 10008302160002 | Ladda upp en bild av detta fornminne      |
| Skepptuna 216:3            | Stensättning                |              | Skepptuna, Uppland  |                 | 59.740366, 18.071289 | 10008302160003 | Ladda upp en bild av detta fornminne      |
| Skepptuna 217:1            | Gravfält                    |              | Skepptuna, Uppland  |                 | 59.740697, 18.060477 | 10008302170001 | Ladda upp en bild av detta fornminne      |
| Skepptuna 218:1            | Hög                         |              | Skepptuna, Uppland  |                 | 59.740457, 18.058889 | 10008302180001 | Ladda upp en bild av detta fornminne      |
| Skepptuna 218:2            | Stensättning                |              | Skepptuna, Uppland  |                 | 59.740534, 18.058787 | 10008302180002 | Ladda upp en bild av detta fornminne      |
| Skepptuna 222:1            | Gravfält                    |              | Skepptuna, Uppland  |                 | 59.736711, 18.055291 | 10008302220001 | Ladda upp en bild av detta fornminne      |
| Skepptuna 224:1            | Gravfält                    |              | Skepptuna, Uppland  |                 | 59.736510, 18.056956 | 10008302240001 | Ladda upp en bild av detta fornminne      |
| Skepptuna 230:1            | Gravfält                    |              | Skepptuna, Uppland  |                 | 59.713196, 18.067516 | 10008302300001 | Ladda upp en bild av detta fornminne      |
| Skepptuna 231:1            | Gravfält                    |              | Skepptuna, Uppland  |                 | 59.710492, 18.071015 | 10008302310001 | Ladda upp en bild av detta fornminne      |
| Skepptuna 235:1            | Stensättning                |              | Skepptuna, Uppland  |                 | 59.712441, 18.037932 | 10008302350001 | Ladda upp en bild av detta fornminne      |
| Skepptuna 236:1            | Gravfält                    |              | Skepptuna, Uppland  |                 | 59.710790, 18.038617 | 10008302360001 | Ladda upp en bild av detta fornminne      |
| Skepptuna 237:1            | Stensättning                |              | Skepptuna, Uppland  |                 | 59.712145, 18.040955 | 10008302370001 | Ladda upp en bild av detta fornminne      |
| Skepptuna 237:2            | Stensättning                |              | Skepptuna, Uppland  |                 | 59.712034, 18.040960 | 10008302370002 | Ladda upp en bild av detta fornminne      |
| Skepptuna 240:1            | Stensättning                |              | Skepptuna, Uppland  |                 | 59.727351, 18.059913 | 10008302400001 | Ladda upp en bild av detta fornminne      |
| Skepptuna 242:1            | Stensättning                |              | Skepptuna, Uppland  |                 | 59.714276, 18.036668 | 10008302420001 | Ladda upp en bild av detta fornminne      |
| Skepptuna 243:1            | Gravfält                    |              | Skepptuna, Uppland  |                 | 59.712695, 18.036873 | 10008302430001 | Ladda upp en bild av detta fornminne      |
| Skepptuna 245:1            | Gravfält                    |              | Skepptuna, Uppland  |                 | 59.702710, 18.044313 | 10008302450001 | Ladda upp en bild av detta fornminne      |
| Skepptuna 246:1            | Stensättning                |              | Skepptuna, Uppland  |                 | 59.706332, 18.035938 | 10008302460001 | Ladda upp en bild av detta fornminne      |
| Skepptuna 249:1            | Stensättning                |              | Skepptuna, Uppland  |                 | 59.703494, 18.056925 | 10008302490001 | Ladda upp en bild av detta fornminne      |
| Skepptuna 249:2            | Stensättning                |              | Skepptuna, Uppland  |                 | 59.703309, 18.056679 | 10008302490002 | Ladda upp en bild av detta fornminne      |
| Skepptuna 251:1            | Stensättning                |              | Skepptuna, Uppland  |                 | 59.704847, 18.060348 | 10008302510001 | Ladda upp en bild av detta fornminne      |
| Skepptuna 255:1            | Stensättning                |              | Skepptuna, Uppland  |                 | 59.704178, 18.057720 | 10008302550001 | Ladda upp en bild av detta fornminne      |
| Skepptuna 255:2            | Stensättning                |              | Skepptuna, Uppland  |                 | 59.704308, 18.057729 | 10008302550002 | Ladda upp en bild av detta fornminne      |
| Skepptuna 256:1            | Stensättning                |              | Skepptuna, Uppland  |                 | 59.704645, 18.042410 | 10008302560001 | Ladda upp en bild av detta fornminne      |
| Skepptuna 258:1            | Hög                         |              | Skepptuna, Uppland  |                 | 59.707117, 18.086964 | 10008302580001 | Ladda upp en bild av detta fornminne      |
| Skepptuna 259:1            | Gravfält                    |              | Skepptuna, Uppland  |                 | 59.704380, 18.082650 | 10008302590001 | Ladda upp en bild av detta fornminne      |
| Skepptuna 260:1            | Gravfält                    |              | Skepptuna, Uppland  |                 | 59.703362, 18.079850 | 10008302600001 | Ladda upp en bild av detta fornminne      |
| Skepptuna 261:1            | Stensättning                |              | Skepptuna, Uppland  |                 | 59.702197, 18.081366 | 10008302610001 | Ladda upp en bild av detta fornminne      |
| Skepptuna 262:1            | Stensättning                |              | Skepptuna, Uppland  |                 | 59.704453, 18.077207 | 10008302620001 | Ladda upp en bild av detta fornminne      |
| Skepptuna 262:2            | Stensättning                |              | Skepptuna, Uppland  |                 | 59.704589, 18.077014 | 10008302620002 | Ladda upp en bild av detta fornminne      |
| Skepptuna 265:1            | Gravfält                    |              | Skepptuna, Uppland  |                 | 59.717330, 18.133823 | 10008302650001 | Ladda upp en bild av detta fornminne      |
| Skepptuna 267:1            | Gravfält                    |              | Skepptuna, Uppland  |                 | 59.695559, 18.082049 | 10008302670001 | Ladda upp en bild av detta fornminne      |
| Skepptuna 268:1            | Hög                         |              | Skepptuna, Uppland  |                 | 59.694873, 18.082302 | 10008302680001 | Ladda upp en bild av detta fornminne      |
| Skepptuna 269:1            | Stensättning                |              | Skepptuna, Uppland  |                 | 59.701011, 18.091913 | 10008302690001 | Ladda upp en bild av detta fornminne      |
| Skepptuna 270:1            | Stensättning                |              | Skepptuna, Uppland  |                 | 59.702098, 18.087139 | 10008302700001 | Ladda upp en bild av detta fornminne      |
| Skepptuna 272:1            | Stensättning                |              | Skepptuna, Uppland  |                 | 59.690758, 18.103512 | 10008302720001 | Ladda upp en bild av detta fornminne      |
| Skepptuna 274:1            | Gravfält                    |              | Skepptuna, Uppland  |                 | 59.685724, 18.082380 | 10008302740001 | Ladda upp en bild av detta fornminne      |
| Skepptuna 276:1            | Stensättning                |              | Skepptuna, Uppland  |                 | 59.674262, 18.109351 | 10008302760001 | Ladda upp en bild av detta fornminne      |
| Skepptuna 278:2            | Stensättning                |              | Skepptuna, Uppland  |                 | 59.669532, 18.121279 | 10008302780002 | Ladda upp en bild av detta fornminne      |
| Skepptuna 279:1            | Hög                         |              | Skepptuna, Uppland  |                 | 59.684331, 18.123891 | 10008302790001 | Ladda upp en bild av detta fornminne      |
| Skepptuna 279:2            | Stensättning                |              | Skepptuna, Uppland  |                 | 59.684270, 18.123762 | 10008302790002 | Ladda upp en bild av detta fornminne      |
| Skepptuna 279:3            | Stensättning                |              | Skepptuna, Uppland  |                 | 59.684257, 18.123975 | 10008302790003 | Ladda upp en bild av detta fornminne      |
| Skepptuna 280:1            | Stensättning                |              | Skepptuna, Uppland  |                 | 59.709342, 18.093645 | 10008302800001 | Ladda upp en bild av detta fornminne      |
| Skepptuna 280:2            | Hög                         |              | Skepptuna, Uppland  |                 | 59.709411, 18.094004 | 10008302800002 | Ladda upp en bild av detta fornminne      |
| Skepptuna 280:3            | Stensättning                |              | Skepptuna, Uppland  |                 | 59.709598, 18.093843 | 10008302800003 | Ladda upp en bild av detta fornminne      |
| Skepptuna 280:4            | Stensättning                |              | Skepptuna, Uppland  |                 | 59.709457, 18.093552 | 10008302800004 | Ladda upp en bild av detta fornminne      |
| Skepptuna 281:1            | Gravfält                    |              | Skepptuna, Uppland  |                 | 59.692796, 18.059802 | 10008302810001 | Ladda upp en bild av detta fornminne      |
| Skepptuna 285:1            | Stensättning                |              | Skepptuna, Uppland  |                 | 59.736125, 18.068271 | 10008302850001 | Ladda upp en bild av detta fornminne      |
| Skepptuna 287:1            | Hällristning                |              | Skepptuna, Uppland  |                 | 59.721360, 18.039199 | 10008302870001 | Ladda upp en bild av detta fornminne      |
| Skepptuna 288:1            | Hög                         |              | Skepptuna, Uppland  |                 | 59.718373, 18.049227 | 10008302880001 | Ladda upp en bild av detta fornminne      |
| Skepptuna 289:1            | Stensättning                |              | Skepptuna, Uppland  |                 | 59.723191, 18.056451 | 10008302890001 | Ladda upp en bild av detta fornminne      |
| Skepptuna 290:1            | Stensättning                |              | Skepptuna, Uppland  |                 | 59.706339, 18.109106 | 10008302900001 | Ladda upp en bild av detta fornminne      |
| Skepptuna 295:1            | Stensättning                |              | Skepptuna, Uppland  |                 | 59.718574, 18.084552 | 10008302950001 | Ladda upp en bild av detta fornminne      |
| Skepptuna 296:1            | Gravklot                    |              | Skepptuna, Uppland  |                 | 59.713650, 18.046255 | 10008302960001 | Ladda upp en bild av detta fornminne      |
| Skepptuna 299:1            | Stensättning                |              | Skepptuna, Uppland  |                 | 59.689523, 18.030266 | 10008302990001 | Ladda upp en bild av detta fornminne      |
| Skepptuna 314:1            | Stensättning                |              | Skepptuna, Uppland  |                 | 59.713696, 18.037273 | 10008303140001 | Ladda upp en bild av detta fornminne      |
| Skepptuna 316:1            | Stensättning                |              | Skepptuna, Uppland  |                 | 59.684155, 18.131445 | 10008303160001 | Ladda upp en bild av detta fornminne      |
| Skepptuna 317:1            | Gravfält                    |              | Skepptuna, Uppland  |                 | 59.680439, 18.110866 | 10008303170001 | Ladda upp en bild av detta fornminne      |
| Skepptuna 321:1            | Hög                         |              | Skepptuna, Uppland  |                 | 59.698072, 18.083000 | 10008303210001 | Ladda upp en bild av detta fornminne      |
| Skepptuna 321:2            | Hög                         |              | Skepptuna, Uppland  |                 | 59.697917, 18.082889 | 10008303210002 | Ladda upp en bild av detta fornminne      |
| Skepptuna 321:3            | Hög                         |              | Skepptuna, Uppland  |                 | 59.697916, 18.083258 | 10008303210003 | Ladda upp en bild av detta fornminne      |
| Skepptuna 328:1            | Hällristning                |              | Skepptuna, Uppland  |                 | 59.737637, 18.061143 | 10008303280001 | Ladda upp en bild av detta fornminne      |
| Skepptuna 329:1            | Runristning                 |              | Skepptuna, Uppland  |                 | 59.693011, 18.107620 | 10008303290001 | Ladda upp en bild av detta fornminne      |
| Skepptuna 344              | Stensättning                |              | Skepptuna, Uppland  |                 | 59.703132, 18.084773 | 12000000117761 | Ladda upp en bild av detta fornminne      |